# Albert Vanhoye
Albert Vanhoye S.J. (1923–2021) là một Hồng y người Pháp của Giáo hội Công giáo Rôma. Ông từng đảm nhận vai trò Tổng thư ký Uỷ ban Giáo hoàng về Kinh Thánh từ năm 1990 đến năm 2001. Trước đó, ông từng đảm nhận vai trò Hiệu trưởng Học viện Giáo hoàng về Kinh Thánh từ năm 1984 đến năm 1990. Ông được thăng Hồng y bởi Giáo hoàng Biển Đức XVI năm 2006. Ông hiện là Hồng y cao tuổi nhất còn sống.
Linh mục Vanhoye tốt nghiệp các văn bằng về văn học, triết học và thần học và bằng tiến sĩ về kinh thánh.

## Thân thế và tu học
Albert Vanhoye sinh ngày 24 tháng 7 năm 1923 tại Hazebrouck, Pháp. Tháng 9 năm 1941, ông gia nhập Dòng Tên.
Vanhoye gia nhập Chủng viện Dòng Tên Vals-prés-le Puy năm 1947 và học tại đây cho đến năm 1950, tốt nghiệp văn bằng Thần học về Kinh tế. Sau đó, ông tiếp tục học Thần học từ năm 1951 đến năm 1955 Chủng viện tại Enghien. Trước khi trở thành linh mục, ông đã làm giáo sư tiếng Hy Lạp của Dòng Tên tại Yzeure từ năm 1946 đến 1947 và giai đoạn từ năm 1950 đến năm 1951.

## Thời kỳ linh mục
Sau quá trình tu học, ông được truyền chức linh mục ngày 25 (hoặc 26) tháng 7 năm 1954, là một linh mục Dòng Tên. Nghi lễ truyền chức được cử hành bởi Giám mục Henri-Charles Dupont, Giám mục phụ tá Tổng giáo phận Lille, Pháp.
Từ năm 1956 đến năm 1968, ông học và tốt nghiệp văn bằng cử nhân Kinh Thánh tại Học viện Giáo hoàng về Kinh Thánh, Rôma. Sau đó, ông tiếp tục học tại Học viện và tốt nghiệp Tiến sĩ Kinh Thánh năm 1963.
Ông là giáo sư tại học viện Dòng Tên tại Chantilly từ năm 1959 đến 1962. Kể từ năm 1963, linh mục Vanhoye làm giáo sư tại Học viện Giáo hoàng về Kinh Thánh tại Rome và trở thành Trưởng khoa Kinh Thánh trong giai đoạn từ năm 1969 đến năm 1975. Chín năm sau khi kết thúc vai trò Trưởng khoa, ông được chọn làm Hiệu trưởng Học viện này năm 1984 và giữ chức danh này cho đến năm 1990. Ngoài sự nghiệp giảng dạy tại Học viện Giáo hoàng về Kinh Thánh, ông còn giảng dạy tại Đại học Giáo hoàng Gregorian và Đại học Giáo hoàng Lateranô. Linh mục Vanhoye cũng xuất bản các tác phẩm của mình được viết bằng nhiều ngôn ngữ khác nhau.
Linh mục Vanhoye là thành viên của Ủy ban chuẩn bị Tông hiến Sapientia Christiana và đảm nhận chức Tổng Thư ký của Ủy ban Kinh thánh Giáo hoàng sau khi kết thúc vai trò Hiệu trưởng Học viện Giáo hoàng Kinh Thánh, từ năm 1990 đến năm 2001.
Ông cũng là chuyên gia tư vấn của Hội đồng Giáo hoàng về Thúc đẩy Đoàn kết Kitô giáo trong giai đoạn từ năm 1980 đến năm 1996. Tư vấn cho Thánh bộ Giáo dục Công giáo từ năm 1976 và Bộ Giáo lý Đức tin từ năm 1990.

## Thăng Hồng y
Albert Vanhoye được Giáo hoàng Biển Đức XVI vinh thăng Hồng y trong Công nghị ngày 24 tháng 3 năm 2006. Ông được bổ nhiệm làm Hồng y Đẳng phó tế Nhà thờ Santa Maria della Mercede e Sant'Adriano a Villa Albani. Ông chính thức nhận tước vị tại nhà thờ hiệu tòa vào ngày 28 tháng 5 cùng năm. Ông được thăng Đẳng Hồng y Linh mục Nhà thờ Santa Maria della Mercede e Sant'Adriano a Villa Albani vào ngày 26 tháng 6 năm 2016.
Ông hiện là Hồng y cao tuổi nhất còn sống của Giáo hội Công giáo Rôma.

## Tác phẩm đã xuất bản
- La structure littéraire de l'Epître aux Hébreux, Desclée de Brouwer, Tournai, 1963.
- Situation du Christ. Epître aux hébreux 1 et 2, Paris, 1969.
- Prêtres anciens, prêtre nouveau selon le Nouveau Testament, Paris, 1980.
- La lettre aux Hébreux: Jésus-Christ, médiateur d'une nouvelle alliance, Paris, 2002.
- The Letter to the Hebrews: A new commentary New York: Paulist, 2015